# Peter Sunde
Peter Sunde Kolmisoppi (13/9/1978), bí danh brokep, là một chính trị gia, chuyên gia máy tính và mang dòng máu Na-uy và Phần Lan. Anh ấy thì được biết đến như là một người đồng sáng lập và cựu phát ngôn viên của trang The Pirate Bay một công cụ tìm kiếm BitTorrent. Anh ấy là một người ủng hộ bình đẳng và đã bày tỏ sự lo ngại về vấn đề dồn toàn bộ quyền lực vào Liên Minh Châu Âu trong một blog của mình. Sunde cũng là một thành phần của Đảng Pirate Party của Phần Lan

## Tiểu sử
Trước khi thành lập trang The Pirate Bay, Sunde đã làm việc trong một công ty y tế lớn của Đức. Vào năm 2003 anh ấy đã trở thành thành viên của Sweden's Piratbyrån (The Pirate Bureau) và vài tháng sau đó, Sunde, Fredrik Neij và Gottfrid Svartholm đã tạo ra trang The Pirate Bay. Sunde được xem như là một phát ngôn viên cho trang này. Chức vị này được duy trì cho đến cuối năm 2009(ba năm sau khi chuyển quyền sở hữu trang web sang cho Reservella).Vào tháng 8 năm 2011, Sunder và đồng sáng lập Fredrik Neij ra mắt BayFiles, nhằm mục đích chia sẻ những tập tin bất hợp pháp (không bản quyền).
Sunde là một người ăn chay và có thể nói tiếng: Thụy Điển, Phần Lan, Na Uy, Anh và Đức
Peter Sunde tranh cử vào Nghị viện Châu Âu vào năm 2014 với tư cách là  thành viên Pirate Party của Phần Lan
Vào 31 tháng 5 năm 2014, chỉ vài ngày sau khi tranh cử EU và chính xác là 8 năm sau khi cảnh sát đột nhập vào máy chủ Pirate Bay, Sunde đã bị bắt tại một nông trại ở Oxie,Malmö và thụ lý án tù về việc tạo trang The Pirate Bay bất hợp pháp. Anh ấy được thả ra năm tháng sau đó sau khi nhận được phán quyết cuối cùng

## Thử nghiệm trangThe Pirate Bay
Vào ngày 31/1/2008, những người điều hành trang The Pirate Bay- Sunde, Fredrik Neij, Gottfrid Svartholm and Carl Lundström (cựu CEO chính thức của trang The Pirate Bay) -  người mà đã bị cáo buộc vì " cung cấp [những thứ] vi phạm  bản quyền".Phiên bản thử nghiệm này đã bắt đầu vào ngày 16 tháng 2 năm 2009. Vào 17 tháng 8 năm 2009, Sunde và người đồng bị cáo của mình được cho là có tội "hỗ trợ trong việc vi phạm bản quyền" ở tòa án Quận Stockholm.Mỗi bị cáo đã bị kết án một năm tù và phải trả tiền bồi thường thiệt hại 30 triệu SEK(khoảng 2.740.900 bảng và 3.620.000), được phân bổ cho từng bị cáo.Sau khi đón nhận bản án, Sunde đã tổ chức lên 1 tuyên bố IOU trong 1 cuộc họp báo,tuyên bố rằng đó là tất cả những thiệt hại mà anh ấy sẽ phải trả, tuy nhiên bồi thêm 1 câu "ngay cả nếu mà anh ta có tiền, anh ấy thà đốt tất cả mọi thứ mà anh ấy sở hữu, thậm chí chẳng thèm cho họ một đống tro tàn. Họ chỉ có thể nhặt chúng lên. Và đó chính là lý do khiến anh ta chán ghét cái ngành công nghiệp truyền thông nhiều như thế nào."
Luật sư của anh ta kháng cáo lên toà án Svea và đòi phúc thẩm, yêu cầu phiên tòa  tái thẩm lại tuyên bố "thiên vị" của thẩm phán Tomas Norström ở tòa án quận. Ngày kháng cáo, các án tù đã được giảm bớt, nhưng những thiệt hại tăng lên. Tòa án tối cao của Thụy Điển sau đó từ chối nghe khiếu kiện tiếp. Tòa án Nhân quyền Châu Âu cũng như sau này bác bỏ đơn kháng cáo.

## Hemlis
Vào ngày 7 tháng 9 năm 2013, Peter Sunde, cùng với Leif Högberg and Linus Olsson, công bố chiến dịch gây quỹ cho Hemlis. Mục tiêu của họ là khởi động một mạng lưới tin nhắn mang tín cá nhân, an toàn,tốt đẹp.
Vào ngày 22/8/2015, những thành viên của nhóm hamlis đã tuyên bố rằng họ đã ngừng phát triển nền tảng nhắn tin Hemlis trên trang web wordpress của nhóm

## Kopimashin
Vào ngày 14 tháng 12 năm 2015, Sunde phát hành một video trên tài khoản Vimeo của anh ấy về thiết bị gọi là "Kopimashin" – một thiết bị phần cứng Rasberry Pi (và giao diện console), chương trình thì được viết bằng Python có khả năng tạo ra 100 bản sao chép mỗi giây, toàn bộ được lưu trong thư mục /dev/null trong hệ thống unix (nơi mà các dữ liệu được lưu trữ tạm thời và sẽ bị xóa đi).Nhờ đó mà cỗ máy có thể tiếp tục tạo ra các bản copy mà không sợ thiếu dung lượng lưu trữ. Thống kê cuối cùng cho thấy cỗ máy này có thể tạo ra khoảng 8 triệu bản sao trong một ngày.
Những ngày sau đó, Sunde công bố mô tả đầy đủ các thiết bị và dự án tại trang konshack.se/porfolio Lưu trữ ngày 25 tháng 12 năm 2015 tại Wayback Machine.

## Liên kết trong
1. The Pirate Bay  là một trang web chia sẻ dữ liệu số, người dùng có thể tìm kiếm, tải dữ liệu qua Magnet link và file torrent, sử dụng giao thức BitTorrent.
2. Nghị viện châu Âu  là một nghị viện với các nghị sĩ được bầu cử trực tiếp của Liên minh châu Âu (EU).
3. Rasberry Pi một nền tảng phần cứng phát triển nền công nghiệp IOT sau này.